# United Cup 2025
La United Cup 2025 è stata la 3ª edizione della United Cup, torneo di tennis riservato a squadre nazionali combinate. Hanno partecipato 18 squadre divise in 6 gironi suddivisi in due diverse città dell'Australia: la RAC Arena di Perth e la Ken Rosewall Arena di Sydney. L'evento si è svolto dal 27 dicembre 2024 al 5 gennaio 2025. Gli Stati Uniti hanno vinto il loro secondo titolo in finale contro la Polonia.

## Formato
Ogni città ospita tre gironi di tre nazioni con il formato del Round Robin, che consiste in una partita di singolare maschile, una di singolare femminile e una partita di doppio misto.
Le squadre vincitrici dei gironi e la migliore seconda di ogni città si qualificano ai quarti di finale.
Le semifinali e la finale si svolgono a Sydney.

## Qualificazioni
18 nazioni si sono qualificate secondo i seguenti criteri:
- Cinque nazioni in base al Ranking ATP del proprio miglior tennista in singolare;
- Cinque nazioni in base al Ranking WTA della propria miglior tennista in singolare;
- Le rimanenti otto nazioni in base al ranking combinato dei rispettivi numeri uno ATP e WTA.

L'Australia, in quanto paese ospitante, ha avuto diritto ad uno dei posti riservati alle otto nazioni con il miglior ranking combinato, anche in caso non si fosse già qualificata per l'effetto dei criteri precedenti.

## Impianti
Perth e Sydney ospitano ciascuna tre dei sei gruppi a tre nazioni delle fase iniziale e due quarti di finale. Sidney ospita inoltre entrambe le semifinali e la finale negli ultimi due giorni del torneo.
| Perth            | Perth Sydney Impianti per l'United Cup 2025 | Perth Sydney Impianti per l'United Cup 2025 | Sydney            |
| Perth Arena      | Perth Sydney Impianti per l'United Cup 2025 | Perth Sydney Impianti per l'United Cup 2025 | NSW Tennis Centre |
| Capacità: 15 500 | Perth Sydney Impianti per l'United Cup 2025 | Perth Sydney Impianti per l'United Cup 2025 | Capacità: 10 500  |
|                  | Perth Sydney Impianti per l'United Cup 2025 | Perth Sydney Impianti per l'United Cup 2025 |                   |

## Punti e montepremio

### Punti per i ranking ATP e WTA
Le vittorie negli incontri di singolare attribuiscono punteggi validi per i rispettivi ranking di appartenenza. Il punteggio attributo è variabile sia in base al ranking dell'avversario battuto sia in base alla fase del torneo, secondo lo schemo riportato in tabella:
| Turno            | Punti in caso di vittoria contro un avversario con classifica di ranking: | Punti in caso di vittoria contro un avversario con classifica di ranking: | Punti in caso di vittoria contro un avversario con classifica di ranking: | Punti in caso di vittoria contro un avversario con classifica di ranking: | Punti in caso di vittoria contro un avversario con classifica di ranking: | Punti in caso di vittoria contro un avversario con classifica di ranking: | Punti in caso di vittoria contro un avversario con classifica di ranking: |
| Turno            | tra 1 e 10                                                                | tra 11 e 20                                                               | tra 21 e 30                                                               | tra 31 e 50                                                               | tra 51 e 100                                                              | tra 101 e 250                                                             | oltre 251                                                                 |
| ---------------- | ------------------------------------------------------------------------- | ------------------------------------------------------------------------- | ------------------------------------------------------------------------- | ------------------------------------------------------------------------- | ------------------------------------------------------------------------- | ------------------------------------------------------------------------- | ------------------------------------------------------------------------- |
| Finale           | 180                                                                       | 140                                                                       | 120                                                                       | 90                                                                        | 60                                                                        | 40                                                                        | 35                                                                        |
| Semifinale       | 130                                                                       | 105                                                                       | 90                                                                        | 60                                                                        | 40                                                                        | 35                                                                        | 25                                                                        |
| Quarti di finale | 80                                                                        | 65                                                                        | 55                                                                        | 40                                                                        | 35                                                                        | 25                                                                        | 20                                                                        |
| Fase a gironi    | 55                                                                        | 45                                                                        | 40                                                                        | 35                                                                        | 25                                                                        | 20                                                                        | 15                                                                        |

Il punteggio massimo accumulabile da un singolo giocatore è di 500 punti. Inoltre, solo per il ranking WTA, la giocatrice che vincesse cinque incontri riceverebbe 500 punti; la giocatrice che vincesse quattro incontri riceverebbe un minimo di 325 punti.

### Montepremi
Il valore complessivo del montepremio della United Cup 2025 ammonta a 11 170 000 dollari. Il regolamento prevede l'attribuzione di un premio di partecipazione, di un premio per la vittoria nei singoli incontri e di un premio per le vittorie di squadra.

## Formazioni
16 nazioni si sono qualificate in base ai ranking ATP/WTA del 14 ottobre 2024 e alla decisione dei rispettivi giocatori di partecipare al torneo. Le due squadre rimanenti si sono qualificate in base al ranking ATP/WTA del 18 novembre 2024.
Le prime 16 nazioni partecipanti sono state annunciate il 18 ottobre 2024 e le rimanenti due il 3 novembre 2024.
Le squadre possono schierare fino a tre giocatori provenienti dalle rispettive associazioni.
| N. | Squadra       | Criterio | N. 1 ATP                | Rank      | N. 1 WTA               | Rank      | N. 2 ATP               | N. 2 WTA              | Doppio ATP             | Doppio WTA                 | Capitano                     |
| -- | ------------- | -------- | ----------------------- | --------- | ---------------------- | --------- | ---------------------- | --------------------- | ---------------------- | -------------------------- | ---------------------------- |
| 1  | Stati Uniti   | WTA #2   | Taylor Fritz            | 4         | Coco Gauff             | 3         | Denis Kudla            | Danielle Collins      | Robert Galloway        | Desirae Krawczyk           | Michael Russell              |
| 2  | Polonia       | WTA #1   | Hubert Hurkacz          | 16        | Iga Świątek            | 2         | Kamil Majchrzak        | Maja Chwalińska       | Jan Zieliński          | Alicja Rosolska            | Mateusz Terczynski           |
| 3  | Grecia        | ATP #4   | Stefanos Tsitsipas      | 11        | Maria Sakkarī          | 32        | Stefanos Sakellaridis  | Despoina Papamichaīl  | Petros Tsitsipas       | Valentini Grammatikopoulou | Theodoros Angelinos          |
| 4  | Italia        | WTA #4   | Flavio Cobolli          | 32        | Jasmine Paolini        | 4         | Matteo Gigante         | Sara Errani           | Andrea Vavassori       | Angelica Moratelli         | Renzo Furlan                 |
| 5  | Cina          | WTA #5   | Zhang Zhizhen           | 45        | Gao Xinyu              | 175       | Bai Yan                | Zhang Shuai           | Sun Fajing             | —                          | Wu Di                        |
| 6  | Gran Bretagna | Comb #2  | Billy Harris            | 125       | Katie Boulter          | 24        | Jan Choinski           | Lily Miyazaki         | Charles Broom          | Olivia Nicholls            | Alexander Ward               |
| 7  | Canada        | Comb #3  | Félix Auger-Aliassime   | 29        | Leylah Annie Fernandez | 31        | Liam Draxl             | Stacey Fung           | Benjamin Sigouin       | Ariana Arseneault          | Félix Auger-Aliassime        |
| 8  | Rep. Ceca     | Comb #1  | Tomáš Macháč            | 25        | Karolína Muchová       | 9PR(22)   | Marek Gengel           | Gabriela Knutson      | Patrik Rikl            | Vendula Valdmannová        | Daniel Vacek                 |
| 9  | Kazakistan    | WTA #3   | Aleksandr Ševčenko      | 78        | Elena Rybakina         | 6         | Dmitrij Popko          | Jibek Kulambaeva      | Oleksandr Nedovjesov   | -                          | Oleksandr Nedovjesov         |
| 10 | Francia       | ATP #5   | Ugo Humbert             | 14        | Chloé Paquet           | 123       | Corentin Moutet        | Léolia Jeanjean       | Édouard Roger-Vasselin | Elixane Lechemia           | Fabrice Martin               |
| 11 | Germania      | ATP #1   | Alexander Zverev        | 2         | Laura Siegemund        | 80        | Daniel Masur           | Lena Papadakis        | Tim Pütz               | Vivian Heisen              | Aleksandr Zverev             |
| 12 | Australia     | ATP #3   | Alex de Minaur          | 9         | Olivia Gadecki         | 97        | Omar Jasika            | Destanee Aiava        | Matthew Ebden          | Ellen Perez                | Lleyton Hewitt               |
| 13 | Brasile       | Comb #5  | Thiago Monteiro         | 109       | Beatriz Haddad Maia    | 17        | Gustavo Heide          | Carolina Alves        | Rafael Matos           | Luisa Stefani              | Rafael Paciaroni             |
| 14 | Spagna        | Comb #4  | Pablo Carreño Busta     | 18PR(196) | Jéssica Bouzas Maneiro | 54        | Carlos Taberner        | Marina Bassols Ribera | Sergio Martos Gornés   | Yvonne Cavallé Reimers     | José Antonio Sánchez de Luna |
| 15 | Norvegia      | ATP #2   | Casper Ruud             | 6         | Malene Helgø           | 404       | Viktor Durasovic       | Ulrikke Eikeri        | —                      | —                          | Christian Ruud               |
| 16 | Svizzera      | Comb #6  | Dominic Stricker        | 94PR(300) | Belinda Bencic         | 15PR(487) | Rémy Bertola           | Céline Naef           | Jakub Paul             | Conny Perrin               | Sandra Naef                  |
| 17 | Argentina     | Comb #7  | Tomás Martín Etcheverry | 39        | Nadia Podoroska        | 100       | Thiago Agustín Tirante | María Carlé           | Guido Andreozzi        | —                          | Horacio de la Peña           |
| 18 | Croazia       | Comb #8  | Borna Ćorić             | 90        | Donna Vekić            | 19        | Luka Mikrut            | Lucija Ćirić Bagarić  | Ivan Dodig             | Petra Marčinko             |                              |

- Ranking al 2 dicembre 2024.
- PR = Ranking Protetto
- NR = No Ranking

## Fase a gironi

### Riepilogo
I = incontri; P = partite; S = set
| Gruppo | Primo posto   | Primo posto | Primo posto | Primo posto | Secondo posto | Secondo posto | Secondo posto | Secondo posto | Terzo posto | Terzo posto | Terzo posto | Terzo posto |
| Gruppo | Squadra       | I           | P           | S           | Squadra       | I             | P             | S             | Squadra     | I           | P           | S           |
| ------ | ------------- | ----------- | ----------- | ----------- | ------------- | ------------- | ------------- | ------------- | ----------- | ----------- | ----------- | ----------- |
| A      | Stati Uniti   | 2-0         | 5-1         | 11-2        | Canada        | 1-1           | 3-3           | 7-7           | Croazia     | 0-2         | 1-5         | 2-11        |
| B      | Polonia       | 2-0         | 4-2         | 9-5         | Rep. Ceca     | 1-1           | 3-3           | 7-7           | Norvegia    | 0-2         | 2-4         | 5-9         |
| C      | Kazakistan    | 2-0         | 5-1         | 10-4        | Grecia        | 1-1           | 2-4           | 5-10          | Spagna      | 0-2         | 2-4         | 7-8         |
| D      | Italia        | 2-0         | 6-0         | 12-1        | Svizzera      | 1-1           | 2-4           | 4-8           | Francia     | 0-2         | 1-5         | 3-10        |
| E      | Germania      | 2-0         | 5-1         | 11-4        | Cina          | 1-1           | 4-2           | 9-6           | Brasile     | 0-2         | 0-6         | 2-12        |
| F      | Gran Bretagna | 1-1         | 3-3         | 7-6         | Australia     | 1-1           | 3-3           | 6-6           | Argentina   | 1-1         | 3-3         | 6-7         |

### Gruppo A
Città ospitante: Perth
| Pos. | Nazione     | Incontri | Partite | Set  | S % | Game  | G % |
| ---- | ----------- | -------- | ------- | ---- | --- | ----- | --- |
| 1    | Stati Uniti | 2-0      | 5-1     | 11-2 | 85% | 76-49 | 61% |
| 2    | Canada      | 1-1      | 3-3     | 7-7  | 50% | 71-66 | 52% |
| 3    | Croazia     | 0-2      | 1-5     | 2-11 | 15% | 42-74 | 36% |

#### Canada vs. Croazia
| Canada 2 | RAC Arena, Perth, Australia 28 dicembre 2024 Cemento | RAC Arena, Perth, Australia 28 dicembre 2024 Cemento                       | Croazia 1 |     |     |  |
| \| \| \| \| 1 \| 2 \| 3 \| \| \| - \| \| -------------------------------------------------------------------------- \| --- \| --- \| --- \| \| \| 1 \| \| Leylah Fernandez Donna Vekić \| 6 4 \| 6 3 \| \| \| \| 2 \| \| Félix Auger-Aliassime Borna Ćorić \| 6 0 \| 4 6 \| 4 6 \| \| \| 3 \| \| Leylah Fernandez / Félix Auger-Aliassime Lucija Ćirić Bagarić / Ivan Dodig \| 6 3 \| 6 4 \| \| \| |                                                      |                                                                            |           |     |     |  |
| |                                                      |                                                                            | 1         | 2   | 3   |  |
| 1 | Canada (bandiera) · Croazia (bandiera)               | Leylah Fernandez Donna Vekić                                               | 6 4       | 6 3 |     |  |
| 2 | Canada (bandiera) · Croazia (bandiera)               | Félix Auger-Aliassime Borna Ćorić                                          | 6 0       | 4 6 | 4 6 |  |
| 3 | Canada (bandiera) · Croazia (bandiera)               | Leylah Fernandez / Félix Auger-Aliassime Lucija Ćirić Bagarić / Ivan Dodig | 6 3       | 6 4 |     |  |

#### Stati Uniti vs. Canada
| Stati Uniti 2 | RAC Arena, Perth, Australia 29 dicembre 2024 Cemento | RAC Arena, Perth, Australia 29 dicembre 2024 Cemento               | Canada 1 |     |     |  |
| \| \| \| \| 1 \| 2 \| 3 \| \| \| - \| \| ------------------------------------------------------------------ \| ---- \| --- \| --- \| \| \| 1 \| \| Coco Gauff Leylah Fernandez \| 6 3 \| 6 2 \| \| \| \| 2 \| \| Taylor Fritz Félix Auger-Aliassime \| 6 4 \| 5 7 \| 3 6 \| \| \| 3 \| \| Coco Gauff / Taylor Fritz Leylah Fernandez / Félix Auger-Aliassime \| 7 62 \| 7 5 \| \| \| |                                                      |                                                                    |          |     |     |  |
| |                                                      |                                                                    | 1        | 2   | 3   |  |
| 1 | Stati Uniti (bandiera) · Canada (bandiera)           | Coco Gauff Leylah Fernandez                                        | 6 3      | 6 2 |     |  |
| 2 | Stati Uniti (bandiera) · Canada (bandiera)           | Taylor Fritz Félix Auger-Aliassime                                 | 6 4      | 5 7 | 3 6 |  |
| 3 | Stati Uniti (bandiera) · Canada (bandiera)           | Coco Gauff / Taylor Fritz Leylah Fernandez / Félix Auger-Aliassime | 7 62     | 7 5 |     |  |

#### Stati Uniti vs. Croazia
| Stati Uniti 3 | RAC Arena, Perth, Australia 31 dicembre 2024 Cemento | RAC Arena, Perth, Australia 31 dicembre 2024 Cemento  | Croazia 0 |     |   |  |
| \| \| \| \| 1 \| 2 \| 3 \| \| \| - \| \| ----------------------------------------------------- \| --- \| --- \| - \| \| \| 1 \| \| Taylor Fritz Borna Ćorić \| 6 3 \| 6 2 \| \| \| \| 2 \| \| Coco Gauff Donna Vekić \| 6 4 \| 6 2 \| \| \| \| 3 \| \| Coco Gauff / Taylor Fritz Petra Marčinko / Ivan Dodig \| 6 2 \| 6 3 \| \| \| |                                                      |                                                       |           |     |   |  |
| |                                                      |                                                       | 1         | 2   | 3 |  |
| 1 | Stati Uniti (bandiera) · Croazia (bandiera)          | Taylor Fritz Borna Ćorić                              | 6 3       | 6 2 |   |  |
| 2 | Stati Uniti (bandiera) · Croazia (bandiera)          | Coco Gauff Donna Vekić                                | 6 4       | 6 2 |   |  |
| 3 | Stati Uniti (bandiera) · Croazia (bandiera)          | Coco Gauff / Taylor Fritz Petra Marčinko / Ivan Dodig | 6 2       | 6 3 |   |  |

### Gruppo B
Città ospitante: Sydney
| Pos. | Nazione   | Incontri | Partite | Set | S % | Game  | G % |
| ---- | --------- | -------- | ------- | --- | --- | ----- | --- |
| 1    | Polonia   | 2-0      | 4-2     | 9-5 | 64% | 67-55 | 55% |
| 2    | Rep. Ceca | 1-1      | 3-3     | 7-7 | 50% | 73-70 | 51% |
| 3    | Norvegia  | 0-2      | 2-4     | 5-9 | 36% | 53-68 | 44% |

#### Repubblica Ceca vs. Norvegia
| Rep. Ceca 2 | Ken Rosewall Arena, Sydney, Australia 29 dicembre 2024 Cemento | Ken Rosewall Arena, Sydney, Australia 29 dicembre 2024 Cemento    | Norvegia 1 |     |     |  |
| \| \| \| \| 1 \| 2 \| 3 \| \| \| - \| \| ----------------------------------------------------------------- \| --- \| --- \| --- \| \| \| 1 \| \| Karolína Muchová Malene Helgø \| 6 2 \| 6 2 \| \| \| \| 2 \| \| Tomáš Macháč Casper Ruud \| 6 7 \| 7 5 \| 4 6 \| \| \| 3 \| \| Karolína Muchová / Tomáš Macháč Ulrikke Eikeri / Viktor Durasovic \| 6 4 \| 6 4 \| \| \| |                                                                |                                                                   |            |     |     |  |
| |                                                                |                                                                   | 1          | 2   | 3   |  |
| 1 | Rep. Ceca (bandiera) · Norvegia (bandiera)                     | Karolína Muchová Malene Helgø                                     | 6 2        | 6 2 |     |  |
| 2 | Rep. Ceca (bandiera) · Norvegia (bandiera)                     | Tomáš Macháč Casper Ruud                                          | 6 7        | 7 5 | 4 6 |  |
| 3 | Rep. Ceca (bandiera) · Norvegia (bandiera)                     | Karolína Muchová / Tomáš Macháč Ulrikke Eikeri / Viktor Durasovic | 6 4        | 6 4 |     |  |

#### Polonia vs. Norvegia
| Polonia 2 | Ken Rosewall Arena, Sydney, Australia 30 dicembre 2024 Cemento | Ken Rosewall Arena, Sydney, Australia 30 dicembre 2024 Cemento | Norvegia 1 |     |      |  |
| \| \| \| \| 1 \| 2 \| 3 \| \| \| - \| \| -------------------------------------------------------- \| --- \| --- \| ---- \| \| \| 1 \| \| Iga Świątek Malene Helgø \| 6 1 \| 6 0 \| \| \| \| 2 \| \| Hubert Hurkacz Casper Ruud \| 5 7 \| 3 6 \| \| \| \| 3 \| \| Iga Świątek / Jan Zieliński Ulrikke Eikeri / Casper Ruud \| 6 3 \| 0 6 \| 10 8 \| \| |                                                                |                                                                |            |     |      |  |
| |                                                                |                                                                | 1          | 2   | 3    |  |
| 1 | Polonia (bandiera) · Norvegia (bandiera)                       | Iga Świątek Malene Helgø                                       | 6 1        | 6 0 |      |  |
| 2 | Polonia (bandiera) · Norvegia (bandiera)                       | Hubert Hurkacz Casper Ruud                                     | 5 7        | 3 6 |      |  |
| 3 | Polonia (bandiera) · Norvegia (bandiera)                       | Iga Świątek / Jan Zieliński Ulrikke Eikeri / Casper Ruud       | 6 3        | 0 6 | 10 8 |  |

#### Polonia vs. Repubblica Ceca
| Polonia 2 | Ken Rosewall Arena, Sydney, Australia 1º gennaio 2025 Cemento | Ken Rosewall Arena, Sydney, Australia 1º gennaio 2025 Cemento | Rep. Ceca 1 |     |     |  |
| \| \| \| \| 1 \| 2 \| 3 \| \| \| - \| \| ------------------------------------------------------------ \| ---- \| --- \| --- \| \| \| 1 \| \| Hubert Hurkacz Tomáš Macháč \| 5 7 \| 6 3 \| 4 6 \| \| \| 2 \| \| Iga Świątek Karolína Muchová \| 6 3 \| 6 4 \| \| \| \| 3 \| \| Iga Świątek / Hubert Hurkacz Karolína Muchová / Tomáš Macháč \| 7 63 \| 6 3 \| \| \| |                                                               |                                                               |             |     |     |  |
| |                                                               |                                                               | 1           | 2   | 3   |  |
| 1 | Polonia (bandiera) · Rep. Ceca (bandiera)                     | Hubert Hurkacz Tomáš Macháč                                   | 5 7         | 6 3 | 4 6 |  |
| 2 | Polonia (bandiera) · Rep. Ceca (bandiera)                     | Iga Świątek Karolína Muchová                                  | 6 3         | 6 4 |     |  |
| 3 | Polonia (bandiera) · Rep. Ceca (bandiera)                     | Iga Świątek / Hubert Hurkacz Karolína Muchová / Tomáš Macháč  | 7 63        | 6 3 |     |  |

### Gruppo C
Città ospitante: Perth
| Pos. | Nazione    | Incontri | Partite | Set  | S % | Game  | G % |
| ---- | ---------- | -------- | ------- | ---- | --- | ----- | --- |
| 1    | Kazakistan | 2-0      | 5-1     | 10-4 | 71% | 63-56 | 53% |
| 2    | Grecia     | 1-1      | 2-4     | 5-10 | 33% | 56-68 | 45% |
| 3    | Spagna     | 0-2      | 2-4     | 7-8  | 47% | 64-59 | 52% |

#### Kazakistan vs. Spagna
| Kazakistan 2 | RAC Arena, Perth, Australia 27 dicembre 2024 Cemento | RAC Arena, Perth, Australia 27 dicembre 2024 Cemento                             | Spagna 1 |      |      |  |
| \| \| \| \| 1 \| 2 \| 3 \| \| \| - \| \| -------------------------------------------------------------------------------- \| ---- \| ---- \| ---- \| \| \| 1 \| \| Aleksandr Ševčenko Pablo Carreño Busta \| 2 6 \| 1 6 \| \| \| \| 2 \| \| Elena Rybakina Jéssica Bouzas Maneiro \| 6 2 \| 6 3 \| \| \| \| 3 \| \| Elena Rybakina / Aleksandr Ševčenko Yvonne Cavallé Reimers / Pablo Carreño Busta \| 7 64 \| 62 7 \| 10 7 \| \| |                                                      |                                                                                  |          |      |      |  |
| |                                                      |                                                                                  | 1        | 2    | 3    |  |
| 1 | Kazakistan (bandiera) · Spagna (bandiera)            | Aleksandr Ševčenko Pablo Carreño Busta                                           | 2 6      | 1 6  |      |  |
| 2 | Kazakistan (bandiera) · Spagna (bandiera)            | Elena Rybakina Jéssica Bouzas Maneiro                                            | 6 2      | 6 3  |      |  |
| 3 | Kazakistan (bandiera) · Spagna (bandiera)            | Elena Rybakina / Aleksandr Ševčenko Yvonne Cavallé Reimers / Pablo Carreño Busta | 7 64     | 62 7 | 10 7 |  |

#### Grecia vs. Spagna
| Grecia 2 | RAC Arena, Perth, Australia 28 dicembre 2024 Cemento | RAC Arena, Perth, Australia 28 dicembre 2024 Cemento                            | Spagna 1 |     |      |  |
| \| \| \| \| 1 \| 2 \| 3 \| \| \| - \| \| ------------------------------------------------------------------------------- \| --- \| --- \| ---- \| \| \| 1 \| \| Maria Sakkarī Jéssica Bouzas Maneiro \| 2 6 \| 1 6 \| \| \| \| 2 \| \| Stefanos Tsitsipas Pablo Carreño Busta \| 6 4 \| 4 6 \| 6 3 \| \| \| 3 \| \| Maria Sakkarī / Stefanos Tsitsipas Yvonne Cavallé Reimers / Pablo Carreño Busta \| 4 6 \| 6 3 \| 10 6 \| \| |                                                      |                                                                                 |          |     |      |  |
| |                                                      |                                                                                 | 1        | 2   | 3    |  |
| 1 | Grecia (bandiera) · Spagna (bandiera)                | Maria Sakkarī Jéssica Bouzas Maneiro                                            | 2 6      | 1 6 |      |  |
| 2 | Grecia (bandiera) · Spagna (bandiera)                | Stefanos Tsitsipas Pablo Carreño Busta                                          | 6 4      | 4 6 | 6 3  |  |
| 3 | Grecia (bandiera) · Spagna (bandiera)                | Maria Sakkarī / Stefanos Tsitsipas Yvonne Cavallé Reimers / Pablo Carreño Busta | 4 6      | 6 3 | 10 6 |  |

#### Grecia vs. Kazakistan
| Grecia 0 | RAC Arena, Perth, Australia 30 dicembre 2024 Cemento | RAC Arena, Perth, Australia 30 dicembre 2024 Cemento                            | Kazakistan 3 |      |      |  |
| \| \| \| \| 1 \| 2 \| 3 \| \| \| - \| \| ------------------------------------------------------------------------------- \| --- \| ---- \| ---- \| \| \| 1 \| \| Stefanos Tsitsipas Aleksandr Ševčenko \| 4 6 \| 60 7 \| \| \| \| 2 \| \| Maria Sakkarī Elena Rybakina \| 4 6 \| 3 6 \| \| \| \| 3 \| \| Despoina Papamichaīl / Petros Tsitsipas Jibek Kulambaeva / Oleksandr Nedovjesov \| 6 2 \| 3 6 \| 6 10 \| \| |                                                      |                                                                                 |              |      |      |  |
| |                                                      |                                                                                 | 1            | 2    | 3    |  |
| 1 | Grecia (bandiera) · Kazakistan (bandiera)            | Stefanos Tsitsipas Aleksandr Ševčenko                                           | 4 6          | 60 7 |      |  |
| 2 | Grecia (bandiera) · Kazakistan (bandiera)            | Maria Sakkarī Elena Rybakina                                                    | 4 6          | 3 6  |      |  |
| 3 | Grecia (bandiera) · Kazakistan (bandiera)            | Despoina Papamichaīl / Petros Tsitsipas Jibek Kulambaeva / Oleksandr Nedovjesov | 6 2          | 3 6  | 6 10 |  |

### Gruppo D
Città ospitante: Sydney
| Pos. | Nazione  | Incontri | Partite | Set  | S % | Game  | G % |
| ---- | -------- | -------- | ------- | ---- | --- | ----- | --- |
| 1    | Italia   | 2-0      | 6-0     | 12-1 | 92% | 78-44 | 64% |
| 2    | Svizzera | 1-1      | 2-4     | 4-8  | 33% | 52-61 | 46% |
| 3    | Francia  | 0-2      | 1-5     | 3-10 | 23% | 49-74 | 40% |

#### Francia vs. Svizzera
| Francia 1 | Ken Rosewall Arena, Sydney, Australia 28 dicembre 2024 Cemento | Ken Rosewall Arena, Sydney, Australia 28 dicembre 2024 Cemento              | Svizzera 2 |      |   |  |
| \| \| \| \| 1 \| 2 \| 3 \| \| \| - \| \| --------------------------------------------------------------------------- \| --- \| ---- \| - \| \| \| 1 \| \| Chloé Paquet Belinda Bencic \| 3 6 \| 1 6 \| \| \| \| 2 \| \| Ugo Humbert Dominic Stricker \| 6 3 \| 7 5 \| \| \| \| 3 \| \| Elixane Lechemia / Édouard Roger-Vasselin Belinda Bencic / Dominic Stricker \| 1 6 \| 64 7 \| \| \| |                                                                |                                                                             |            |      |   |  |
| |                                                                |                                                                             | 1          | 2    | 3 |  |
| 1 | Francia (bandiera) · Svizzera (bandiera)                       | Chloé Paquet Belinda Bencic                                                 | 3 6        | 1 6  |   |  |
| 2 | Francia (bandiera) · Svizzera (bandiera)                       | Ugo Humbert Dominic Stricker                                                | 6 3        | 7 5  |   |  |
| 3 | Francia (bandiera) · Svizzera (bandiera)                       | Elixane Lechemia / Édouard Roger-Vasselin Belinda Bencic / Dominic Stricker | 1 6        | 64 7 |   |  |

#### Italia vs. Svizzera
| Italia 3 | Ken Rosewall Arena, Sydney, Australia 29 dicembre 2024 Cemento | Ken Rosewall Arena, Sydney, Australia 29 dicembre 2024 Cemento   | Svizzera 0 |      |   |  |
| \| \| \| \| 1 \| 2 \| 3 \| \| \| - \| \| ---------------------------------------------------------------- \| --- \| ---- \| - \| \| \| 1 \| \| Flavio Cobolli Dominic Stricker \| 6 3 \| 7 62 \| \| \| \| 2 \| \| Jasmine Paolini Belinda Bencic \| 6 1 \| 6 1 \| \| \| \| 3 \| \| Sara Errani / Andrea Vavassori Belinda Bencic / Dominic Stricker \| 6 4 \| 6 4 \| \| \| |                                                                |                                                                  |            |      |   |  |
| |                                                                |                                                                  | 1          | 2    | 3 |  |
| 1 | Italia (bandiera) · Svizzera (bandiera)                        | Flavio Cobolli Dominic Stricker                                  | 6 3        | 7 62 |   |  |
| 2 | Italia (bandiera) · Svizzera (bandiera)                        | Jasmine Paolini Belinda Bencic                                   | 6 1        | 6 1  |   |  |
| 3 | Italia (bandiera) · Svizzera (bandiera)                        | Sara Errani / Andrea Vavassori Belinda Bencic / Dominic Stricker | 6 4        | 6 4  |   |  |

#### Italia vs. Francia
| Italia 3 | Ken Rosewall Arena, Sydney, Australia 31 dicembre 2024 Cemento | Ken Rosewall Arena, Sydney, Australia 31 dicembre 2024 Cemento           | Francia 0 |      |     |  |
| \| \| \| \| 1 \| 2 \| 3 \| \| \| - \| \| ------------------------------------------------------------------------ \| --- \| ---- \| --- \| \| \| 1 \| \| Flavio Cobolli Ugo Humbert \| 3 6 \| 7 68 \| 6 3 \| \| \| 2 \| \| Jasmine Paolini Chloé Paquet \| 6 0 \| 6 2 \| \| \| \| 3 \| \| Sara Errani / Andrea Vavassori Elixane Lechemia / Édouard Roger-Vasselin \| 6 3 \| 7 63 \| \| \| |                                                                |                                                                          |           |      |     |  |
| |                                                                |                                                                          | 1         | 2    | 3   |  |
| 1 | Italia (bandiera) · Francia (bandiera)                         | Flavio Cobolli Ugo Humbert                                               | 3 6       | 7 68 | 6 3 |  |
| 2 | Italia (bandiera) · Francia (bandiera)                         | Jasmine Paolini Chloé Paquet                                             | 6 0       | 6 2  |     |  |
| 3 | Italia (bandiera) · Francia (bandiera)                         | Sara Errani / Andrea Vavassori Elixane Lechemia / Édouard Roger-Vasselin | 6 3       | 7 63 |     |  |

### Gruppo E
Città ospitante: Perth
| Pos. | Nazione  | Incontri | Partite | Set  | S % | Game  | G % |
| ---- | -------- | -------- | ------- | ---- | --- | ----- | --- |
| 1    | Germania | 2-0      | 5-1     | 11-4 | 73% | 75-62 | 55% |
| 2    | Cina     | 1-1      | 4-2     | 9-6  | 60% | 74-65 | 53% |
| 3    | Brasile  | 0-2      | 0-6     | 2-12 | 14% | 59-81 | 42% |

#### Cina vs. Brasile
| Cina 3 | RAC Arena, Perth, Australia 27 dicembre 2024 Cemento | RAC Arena, Perth, Australia 27 dicembre 2024 Cemento      | Brasile 0 |     |     |  |
| \| \| \| \| 1 \| 2 \| 3 \| \| \| - \| \| --------------------------------------------------------- \| --- \| --- \| --- \| \| \| 1 \| \| Gao Xinyu Beatriz Haddad Maia \| 5 7 \| 6 4 \| 7 5 \| \| \| 2 \| \| Zhang Zhizhen Thiago Monteiro \| 6 3 \| 6 0 \| \| \| \| 3 \| \| Zhang Shuai / Zhang Zhizhen Carolina Alves / Rafael Matos \| 6 4 \| 7 5 \| \| \| |                                                      |                                                           |           |     |     |  |
| |                                                      |                                                           | 1         | 2   | 3   |  |
| 1 | Cina (bandiera) · Brasile (bandiera)                 | Gao Xinyu Beatriz Haddad Maia                             | 5 7       | 6 4 | 7 5 |  |
| 2 | Cina (bandiera) · Brasile (bandiera)                 | Zhang Zhizhen Thiago Monteiro                             | 6 3       | 6 0 |     |  |
| 3 | Cina (bandiera) · Brasile (bandiera)                 | Zhang Shuai / Zhang Zhizhen Carolina Alves / Rafael Matos | 6 4       | 7 5 |     |  |

#### Germania vs. Brasile
| Germania 3 | RAC Arena, Perth, Australia 29 dicembre 2024 Cemento | RAC Arena, Perth, Australia 29 dicembre 2024 Cemento             | Brasile 0 |     |     |  |
| \| \| \| \| 1 \| 2 \| 3 \| \| \| - \| \| ---------------------------------------------------------------- \| ---- \| --- \| --- \| \| \| 1 \| \| Laura Siegemund Beatriz Haddad Maia \| 6 3 \| 1 6 \| 6 4 \| \| \| 2 \| \| Alexander Zverev Thiago Monteiro \| 6 4 \| 6 4 \| \| \| \| 3 \| \| Laura Siegemund / Alexander Zverev Carolina Alves / Rafael Matos \| 7 68 \| 6 4 \| \| \| |                                                      |                                                                  |           |     |     |  |
| |                                                      |                                                                  | 1         | 2   | 3   |  |
| 1 | Germania (bandiera) · Brasile (bandiera)             | Laura Siegemund Beatriz Haddad Maia                              | 6 3       | 1 6 | 6 4 |  |
| 2 | Germania (bandiera) · Brasile (bandiera)             | Alexander Zverev Thiago Monteiro                                 | 6 4       | 6 4 |     |  |
| 3 | Germania (bandiera) · Brasile (bandiera)             | Laura Siegemund / Alexander Zverev Carolina Alves / Rafael Matos | 7 68      | 6 4 |     |  |

#### Cina vs. Germania
| Cina 1 | RAC Arena, Perth, Australia 30 dicembre 2024 Cemento | RAC Arena, Perth, Australia 30 dicembre 2024 Cemento           | Germania 2 |      |     |  |
| \| \| \| \| 1 \| 2 \| 3 \| \| \| - \| \| -------------------------------------------------------------- \| --- \| ---- \| --- \| \| \| 1 \| \| Zhang Zhizhen Alexander Zverev \| 6 2 \| 0 6 \| 2 6 \| \| \| 2 \| \| Gao Xinyu Laura Siegemund \| 6 1 \| 3 6 \| 6 3 \| \| \| 3 \| \| Zhang Shuai / Zhang Zhizhen Laura Siegemund / Alexander Zverev \| 2 6 \| 63 7 \| \| \| |                                                      |                                                                |            |      |     |  |
| |                                                      |                                                                | 1          | 2    | 3   |  |
| 1 | Cina (bandiera) · Germania (bandiera)                | Zhang Zhizhen Alexander Zverev                                 | 6 2        | 0 6  | 2 6 |  |
| 2 | Cina (bandiera) · Germania (bandiera)                | Gao Xinyu Laura Siegemund                                      | 6 1        | 3 6  | 6 3 |  |
| 3 | Cina (bandiera) · Germania (bandiera)                | Zhang Shuai / Zhang Zhizhen Laura Siegemund / Alexander Zverev | 2 6        | 63 7 |     |  |

### Gruppo F
Città ospitante: Sydney
| Pos. | Nazione       | Incontri | Partite | Set | S % | Game  | G % |
| ---- | ------------- | -------- | ------- | --- | --- | ----- | --- |
| 1    | Gran Bretagna | 1-1      | 3-3     | 7-6 | 54% | 61-59 | 51% |
| 2    | Australia     | 1-1      | 3-3     | 6-6 | 50% | 52-53 | 50% |
| 3    | Argentina     | 1-1      | 3-3     | 6-7 | 46% | 60-61 | 50% |

#### Australia vs. Argentina
| Australia 1 | Ken Rosewall Arena, Sydney, Australia 28 dicembre 2024 Cemento | Ken Rosewall Arena, Sydney, Australia 28 dicembre 2024 Cemento    | Argentina 2 |     |   |  |
| \| \| \| \| 1 \| 2 \| 3 \| \| \| - \| \| ----------------------------------------------------------------- \| --- \| --- \| - \| \| \| 1 \| \| Olivia Gadecki Nadia Podoroska \| 2 6 \| 4 6 \| \| \| \| 2 \| \| Alex de Minaur Tomás Martín Etcheverry \| 6 1 \| 6 4 \| \| \| \| 3 \| \| Ellen Perez / Matthew Ebden María Carlé / Tomás Martín Etcheverry \| 2 6 \| 4 6 \| \| \| |                                                                |                                                                   |             |     |   |  |
| |                                                                |                                                                   | 1           | 2   | 3 |  |
| 1 | Australia (bandiera) · Argentina (bandiera)                    | Olivia Gadecki Nadia Podoroska                                    | 2 6         | 4 6 |   |  |
| 2 | Australia (bandiera) · Argentina (bandiera)                    | Alex de Minaur Tomás Martín Etcheverry                            | 6 1         | 6 4 |   |  |
| 3 | Australia (bandiera) · Argentina (bandiera)                    | Ellen Perez / Matthew Ebden María Carlé / Tomás Martín Etcheverry | 2 6         | 4 6 |   |  |

#### Gran Bretagna vs. Argentina
| Gran Bretagna 2 | Ken Rosewall Arena, Sydney, Australia 30 dicembre 2024 Cemento | Ken Rosewall Arena, Sydney, Australia 30 dicembre 2024 Cemento      | Argentina 1 |     |     |  |
| \| \| \| \| 1 \| 2 \| 3 \| \| \| - \| \| ------------------------------------------------------------------- \| ---- \| --- \| --- \| \| \| 1 \| \| Katie Boulter Nadia Podoroska \| 6 2 \| 6 3 \| \| \| \| 2 \| \| Billy Harris Tomás Martín Etcheverry \| 6 3 \| 3 6 \| 2 6 \| \| \| 3 \| \| Katie Boulter / Charles Broom María Carlé / Tomás Martín Etcheverry \| 7 64 \| 7 5 \| \| \| |                                                                |                                                                     |             |     |     |  |
| |                                                                |                                                                     | 1           | 2   | 3   |  |
| 1 | Gran Bretagna (bandiera) · Argentina (bandiera)                | Katie Boulter Nadia Podoroska                                       | 6 2         | 6 3 |     |  |
| 2 | Gran Bretagna (bandiera) · Argentina (bandiera)                | Billy Harris Tomás Martín Etcheverry                                | 6 3         | 3 6 | 2 6 |  |
| 3 | Gran Bretagna (bandiera) · Argentina (bandiera)                | Katie Boulter / Charles Broom María Carlé / Tomás Martín Etcheverry | 7 64        | 7 5 |     |  |

#### Gran Bretagna vs. Australia
| Gran Bretagna 1 | Ken Rosewall Arena, Sydney, Australia 1 gennaio 2025 Cemento | Ken Rosewall Arena, Sydney, Australia 1 gennaio 2025 Cemento    | Australia 2 |      |   |  |
| \| \| \| \| 1 \| 2 \| 3 \| \| \| - \| \| --------------------------------------------------------------- \| --- \| ---- \| - \| \| \| 1 \| \| Katie Boulter Olivia Gadecki \| 6 2 \| 6 1 \| \| \| \| 2 \| \| Billy Harris Alex de Minaur \| 2 6 \| 1 6 \| \| \| \| 3 \| \| Olivia Nicholls / Charles Broom Olivia Gadecki / Alex De Minaur \| 3 6 \| 63 7 \| \| \| |                                                              |                                                                 |             |      |   |  |
| |                                                              |                                                                 | 1           | 2    | 3 |  |
| 1 | Gran Bretagna (bandiera) · Australia (bandiera)              | Katie Boulter Olivia Gadecki                                    | 6 2         | 6 1  |   |  |
| 2 | Gran Bretagna (bandiera) · Australia (bandiera)              | Billy Harris Alex de Minaur                                     | 2 6         | 1 6  |   |  |
| 3 | Gran Bretagna (bandiera) · Australia (bandiera)              | Olivia Nicholls / Charles Broom Olivia Gadecki / Alex De Minaur | 3 6         | 63 7 |   |  |

### Raffronto fra le nazioni seconde classificate
Città ospitante: Perth
| Pos. | Nazione | Incontri | Partite | Set  | S % | Game  | G % |
| ---- | ------- | -------- | ------- | ---- | --- | ----- | --- |
| 1    | Cina    | 1-1      | 4-2     | 9-6  | 60% | 74-65 | 53% |
| 2    | Canada  | 1-1      | 3-3     | 7-7  | 50% | 71-66 | 52% |
| 3    | Grecia  | 1-1      | 2-4     | 5-10 | 33% | 56-68 | 45% |

Città ospitante: Sydney
| Pos. | Nazione   | Incontri | Partite | Set | S % | Game  | G % |
| ---- | --------- | -------- | ------- | --- | --- | ----- | --- |
| 1    | Rep. Ceca | 1-1      | 3-3     | 7-7 | 50% | 73-70 | 51% |
| 2    | Australia | 1-1      | 3-3     | 6-6 | 50% | 52-53 | 50% |
| 3    | Svizzera  | 1-1      | 2-4     | 4-8 | 33% | 52-61 | 46% |

## Fase a eliminazione diretta

### Tabellone
|  | Quarti di finale | Quarti di finale | Quarti di finale |             |   | Semifinali  | Semifinali | Semifinali |  |  | Finale | Finale | Finale |  |
|  |                  |                  |                  |             |   |             |            |            |  |  |        |        |        |  |
|  | 9                | Kazakistan       | 2                |             |   |             |            |            |  |  |        |        |        |  |
|  | 9                | Kazakistan       | 2                |             |   |             |            |            |  |  |        |        |        |  |
|  | 11               | Germania         | 1                |             |   |             |            |            |  |  |        |        |        |  |
|  | 11               | Germania         | 1                |             | 9 | Kazakistan  | 0          |            |  |  |        |        |        |  |
|  |                  |                  |                  |             | 9 | Kazakistan  | 0          |            |  |  |        |        |        |  |
|  |                  |                  | 2                | Polonia     | 3 |             |            |            |  |  |        |        |        |  |
|  | 2                | Polonia          | 2                | Polonia     | 3 | 3           |            |            |  |  |        |        |        |  |
|  | 2                | Polonia          |                  |             |   |             |            |            |  |  |        |        |        |  |
|  | 6                | Gran Bretagna    | 0                |             |   |             |            |            |  |  |        |        |        |  |
|  | 6                | Gran Bretagna    | 0                |             | 2 | Polonia     | 0          |            |  |  |        |        |        |  |
|  |                  |                  |                  |             |   |             |            |            |  |  |        |        |        |  |
|  |                  |                  | 1                | Stati Uniti | 2 |             |            |            |  |  |        |        |        |  |
|  | 1                | Stati Uniti      | 1                | Stati Uniti | 2 | 3           |            |            |  |  |        |        |        |  |
|  | 1                | Stati Uniti      |                  |             |   |             |            |            |  |  |        |        |        |  |
|  | 5                | Cina             | 0                |             |   |             |            |            |  |  |        |        |        |  |
|  | 5                | Cina             | 0                |             | 1 | Stati Uniti | 3          |            |  |  |        |        |        |  |
|  |                  |                  |                  |             | 1 | Stati Uniti | 3          |            |  |  |        |        |        |  |
|  |                  |                  | 8                | Rep. Ceca   | 0 |             |            |            |  |  |        |        |        |  |
|  | 4                | Italia           | 8                | Rep. Ceca   | 0 | 1           |            |            |  |  |        |        |        |  |
|  | 4                | Italia           |                  |             |   |             |            |            |  |  |        |        |        |  |
|  | 8                | Rep. Ceca        | 2                |             |   |             |            |            |  |  |        |        |        |  |

### Quarti di finale

#### Kazakistan vs. Germania
| Kazakistan 2 | RAC Arena, Perth, Australia 1 gennaio 2025 Cemento | RAC Arena, Perth, Australia 1 gennaio 2025 Cemento          | Germania 1 |     |     |  |
| \| \| \| \| 1 \| 2 \| 3 \| \| \| - \| \| ----------------------------------------------------------- \| ---- \| --- \| --- \| \| \| 1 \| \| Elena Rybakina Laura Siegemund \| 6 3 \| 6 1 \| \| \| \| 2 \| \| Aleksandr Ševčenko Daniel Masur \| 65 7 \| 6 2 \| 6 2 \| \| \| 3 \| \| Jibek Kulambaeva / Dmitrij Popko Laura Siegemund / Tim Pütz \| 2 6 \| 2 6 \| \| \| |                                                    |                                                             |            |     |     |  |
| |                                                    |                                                             | 1          | 2   | 3   |  |
| 1 | Kazakistan (bandiera) · Germania (bandiera)        | Elena Rybakina Laura Siegemund                              | 6 3        | 6 1 |     |  |
| 2 | Kazakistan (bandiera) · Germania (bandiera)        | Aleksandr Ševčenko Daniel Masur                             | 65 7       | 6 2 | 6 2 |  |
| 3 | Kazakistan (bandiera) · Germania (bandiera)        | Jibek Kulambaeva / Dmitrij Popko Laura Siegemund / Tim Pütz | 2 6        | 2 6 |     |  |

#### Polonia vs. Gran Bretagna
| Polonia 3 | Ken Rosewall Arena, Sydney, Australia 2 gennaio 2025 Cemento | Ken Rosewall Arena, Sydney, Australia 2 gennaio 2025 Cemento    | Gran Bretagna 0 |      |     |  |
| \| \| \| \| 1 \| 2 \| 3 \| \| \| - \| \| --------------------------------------------------------------- \| ---- \| ---- \| --- \| \| \| 1 \| \| Hubert Hurkacz Billy Harris \| 7 63 \| 7 5 \| \| \| \| 2 \| \| Iga Świątek Katie Boulter \| 64 7 \| 6 1 \| 6 4 \| \| \| 3 \| \| Maja Chwalińska / Jan Zieliński Olivia Nicholls / Charles Broom \| 6 2 \| 7 63 \| \| \| |                                                              |                                                                 |                 |      |     |  |
| |                                                              |                                                                 | 1               | 2    | 3   |  |
| 1 | Polonia (bandiera) · Gran Bretagna (bandiera)                | Hubert Hurkacz Billy Harris                                     | 7 63            | 7 5  |     |  |
| 2 | Polonia (bandiera) · Gran Bretagna (bandiera)                | Iga Świątek Katie Boulter                                       | 64 7            | 6 1  | 6 4 |  |
| 3 | Polonia (bandiera) · Gran Bretagna (bandiera)                | Maja Chwalińska / Jan Zieliński Olivia Nicholls / Charles Broom | 6 2             | 7 63 |     |  |

#### Stati Uniti vs. Cina
| Stati Uniti 3 | RAC Arena, Perth, Australia 1 gennaio 2025 Cemento | RAC Arena, Perth, Australia 1 gennaio 2025 Cemento          | Cina 0 |      |      |  |
| \| \| \| \| 1 \| 2 \| 3 \| \| \| - \| \| ----------------------------------------------------------- \| ---- \| ---- \| ---- \| \| \| 1 \| \| Coco Gauff Zhang Shuai \| 7 64 \| 6 2 \| \| \| \| 2 \| \| Taylor Fritz Zhang Zhizhen \| 6 4 \| 6 4 \| \| \| \| 3 \| \| Desirae Krawczyk / Robert Galloway Zhang Shuai / Sun Fajing \| 6 3 \| 61 7 \| 10 3 \| \| |                                                    |                                                             |        |      |      |  |
| |                                                    |                                                             | 1      | 2    | 3    |  |
| 1 | Stati Uniti (bandiera) · Cina (bandiera)           | Coco Gauff Zhang Shuai                                      | 7 64   | 6 2  |      |  |
| 2 | Stati Uniti (bandiera) · Cina (bandiera)           | Taylor Fritz Zhang Zhizhen                                  | 6 4    | 6 4  |      |  |
| 3 | Stati Uniti (bandiera) · Cina (bandiera)           | Desirae Krawczyk / Robert Galloway Zhang Shuai / Sun Fajing | 6 3    | 61 7 | 10 3 |  |

#### Italia vs. Repubblica Ceca
| Italia 1 | Ken Rosewall Arena, Sydney, Australia 3 gennaio 2025 Cemento | Ken Rosewall Arena, Sydney, Australia 3 gennaio 2025 Cemento  | Rep. Ceca 2 |     |      |  |
| \| \| \| \| 1 \| 2 \| 3 \| \| \| - \| \| ------------------------------------------------------------- \| --- \| --- \| ---- \| \| \| 1 \| \| Jasmine Paolini Karolína Muchová \| 2 6 \| 2 6 \| \| \| \| 2 \| \| Flavio Cobolli Tomáš Macháč \| 1 6 \| 2 6 \| \| \| \| 3 \| \| Sara Errani / Andrea Vavassori Gabriela Knutson / Patrik Rikl \| 7 5 \| 3 6 \| 10 4 \| \| |                                                              |                                                               |             |     |      |  |
| |                                                              |                                                               | 1           | 2   | 3    |  |
| 1 | Italia (bandiera) · Rep. Ceca (bandiera)                     | Jasmine Paolini Karolína Muchová                              | 2 6         | 2 6 |      |  |
| 2 | Italia (bandiera) · Rep. Ceca (bandiera)                     | Flavio Cobolli Tomáš Macháč                                   | 1 6         | 2 6 |      |  |
| 3 | Italia (bandiera) · Rep. Ceca (bandiera)                     | Sara Errani / Andrea Vavassori Gabriela Knutson / Patrik Rikl | 7 5         | 3 6 | 10 4 |  |

### Semifinali

#### Kazakistan vs. Polonia
| Kazakistan 0 | Ken Rosewall Arena, Sydney, Australia 4 gennaio 2025 Cemento | Ken Rosewall Arena, Sydney, Australia 4 gennaio 2025 Cemento          | Polonia 3 |     |   |  |
| \| \| \| \| 1 \| 2 \| 3 \| \| \| - \| \| --------------------------------------------------------------------- \| ---- \| --- \| - \| \| \| 1 \| \| Aleksandr Ševčenko Hubert Hurkacz \| 3 6 \| 2 6 \| \| \| \| 2 \| \| Elena Rybakina Iga Świątek \| 65 7 \| 4 6 \| \| \| \| 3 \| \| Jibek Kulambaeva / Aleksandr Ševčenko Maja Chwalińska / Jan Zieliński \| 4 6 \| 1 6 \| \| \| |                                                              |                                                                       |           |     |   |  |
| |                                                              |                                                                       | 1         | 2   | 3 |  |
| 1 | Kazakistan (bandiera) · Polonia (bandiera)                   | Aleksandr Ševčenko Hubert Hurkacz                                     | 3 6       | 2 6 |   |  |
| 2 | Kazakistan (bandiera) · Polonia (bandiera)                   | Elena Rybakina Iga Świątek                                            | 65 7      | 4 6 |   |  |
| 3 | Kazakistan (bandiera) · Polonia (bandiera)                   | Jibek Kulambaeva / Aleksandr Ševčenko Maja Chwalińska / Jan Zieliński | 4 6       | 1 6 |   |  |

#### Stati Uniti vs. Repubblica Ceca
| Stati Uniti 3 | Ken Rosewall Arena, Sydney, Australia 4 gennaio 2025 Cemento | Ken Rosewall Arena, Sydney, Australia 4 gennaio 2025 Cemento  | Rep. Ceca 0 |     |   |        |
| \| \| \| \| 1 \| 2 \| 3 \| \| \| - \| \| ------------------------------------------------------------- \| ---- \| --- \| - \| ------ \| \| 1 \| \| Coco Gauff Karolína Muchová \| 6 1 \| 6 4 \| \| \| \| 2 \| \| Taylor Fritz Tomáš Macháč \| 64 7 \| 6 5 \| \| ritiro \| \| 3 \| \| Desirae Krawczyk / Denis Kudla Gabriela Knutson / Patrik Rikl \| 7 5 \| 6 0 \| \| \| |                                                              |                                                               |             |     |   |        |
| |                                                              |                                                               | 1           | 2   | 3 |        |
| 1 | Stati Uniti (bandiera) · Rep. Ceca (bandiera)                | Coco Gauff Karolína Muchová                                   | 6 1         | 6 4 |   |        |
| 2 | Stati Uniti (bandiera) · Rep. Ceca (bandiera)                | Taylor Fritz Tomáš Macháč                                     | 64 7        | 6 5 |   | ritiro |
| 3 | Stati Uniti (bandiera) · Rep. Ceca (bandiera)                | Desirae Krawczyk / Denis Kudla Gabriela Knutson / Patrik Rikl | 7 5         | 6 0 |   |        |

### Finale

#### Stati Uniti vs. Polonia
| Stati Uniti 2 | Ken Rosewall Arena, Sydney, Australia 5 gennaio 2025 Cemento | Ken Rosewall Arena, Sydney, Australia 5 gennaio 2025 Cemento | Polonia 0 |     |      |             |
| \| \| \| \| 1 \| 2 \| 3 \| \| \| - \| \| ------------------------------------------------------ \| --- \| --- \| ---- \| ----------- \| \| 1 \| \| Coco Gauff Iga Świątek \| 6 4 \| 6 4 \| \| \| \| 2 \| \| Taylor Fritz Hubert Hurkacz \| 6 4 \| 5 7 \| 7 64 \| \| \| 3 \| \| Coco Gauff / Taylor Fritz Iga Świątek / Hubert Hurkacz \| \| \| \| non giocato \| |                                                              |                                                              |           |     |      |             |
| |                                                              |                                                              | 1         | 2   | 3    |             |
| 1 | Stati Uniti (bandiera) · Polonia (bandiera)                  | Coco Gauff Iga Świątek                                       | 6 4       | 6 4 |      |             |
| 2 | Stati Uniti (bandiera) · Polonia (bandiera)                  | Taylor Fritz Hubert Hurkacz                                  | 6 4       | 5 7 | 7 64 |             |
| 3 | Stati Uniti (bandiera) · Polonia (bandiera)                  | Coco Gauff / Taylor Fritz Iga Świątek / Hubert Hurkacz       |           |     |      | non giocato |